# Giselher Schubert
Giselher Schubert (* 24. Januar 1944 in Königsberg, Ostpreußen) ist ein deutscher Musikwissenschaftler.

## Leben und Wirken
Giselher Schubert studierte Musikwissenschaft, Soziologie und Philosophie an der Universität Bonn bei Günther Massenkeil, an der Freien Universität Berlin bei Rudolf Stephan und an der Universität Zürich bei Kurt von Fischer. 1973 wurde er in Bonn mit einer Arbeit über die Instrumentation bei Arnold Schönberg promoviert.
Seit 1974 arbeitet er als Editionsleiter der Hindemith-Gesamtausgabe im Hindemith-Institut in Frankfurt am Main, das er von 1991 bis 2011 leitete. Seit 2005 ist er Mitherausgeber der Hindemith-Gesamtausgabe. Von 1985 bis 1996 war er Mitherausgeber der Zeitschrift Musiktheorie. Er ist Mitherausgeber der Kurt-Weill-Gesamtausgabe und Mitglied im Editionsrat der Martinů-Gesamtausgabe. Bis 2010 war er Vorsitzender des Vereins zur Förderung der Arnold Schönberg Gesamtausgabe. Seit 1986 ist er freier Mitarbeiter der Zeitschrift Fono Forum.
Giselher Schubert ist Honorarprofessor an der Hochschule für Musik und Darstellende Kunst Frankfurt am Main. Er veröffentlicht vor allem zur Musik des 19. und 20. Jahrhunderts, zur Musiktheorie und zur Musikästhetik.

## Schriften
- Studien zur Instrumentation beim frühen Schönberg. Dissertation. Universität Bonn 1973. Veröffentlicht als Schönbergs frühe Instrumentation. Koerner, Baden-Baden 1975, ISBN 3-87320-559-9.
- Paul Hindemith. In Selbstzeugnissen und Bilddokumenten. Dargestellt von Giselher Schubert. Rowohlt, Reinbek bei Hamburg 1981, ISBN 3-499-50299-2. 2. Auflage 1986. 3. Auflage 1990. 4. Auflage 1995. 5. Auflage 1999.
Französisch: Paul Hindemith. Actes Sud, Arles 1997, ISBN 2-7427-1049-3.
- mit Andres Briner, Dieter Rexroth: Paul Hindemith. Leben und Werk in Bild und Text. Schott, Mainz 1988, ISBN 3-7957-0204-6.
Italienisch: Paul Hindemith. Vita e opere. DeFerrari, Genua 1995, ISBN 88-7172-033-4.
- mit Constantin Floros, Christian Martin Schmidt: Johannes Brahms – die Sinfonien. Einführung, Kommentar, Analyse. Schott, Mainz 1998, ISBN 3-7957-8711-4.
- Hindemith und Honegger, Konturen einer ungewöhnlichen Freundschaft. Amadeus, Winterthur um 2008, ISBN 978-3-905075-16-8.

Herausgeberschaft:
- Ludus tonalis (1942). Studies in counterpoint, tonal organisation and piano playing. Schott, Mainz und Universal-Edition, Wien um 1989.
- Andres Briner: Musikalische Koexistenz. Mit einem Vorwort von Hermann Danuser. Schott, Mainz 1993, ISBN 3-7957-1868-6.
- Paul Hindemith: Aufsätze, Vorträge, Reden. Atlantis, Zürich/Mainz 1994, ISBN 3-254-00190-7.
- Alte Musik im 20. Jahrhundert. Wandlungen und Formen ihrer Rezeption. Schott, Mainz u. a. um 1995, ISBN 3-7957-1870-7.
- Biographische Konstellation und künstlerisches Handeln. Schott, Mainz u. a. 1997, ISBN 3-7957-0320-4.
- Französische und deutsche Musik im 20. Jahrhundert. Schott, Mainz u. a. 2001, ISBN 3-7957-0433-2.
- mit Wolfgang Rathert: Musikkultur in der Weimarer Republik. Schott, Mainz u. a. 2001, ISBN 3-7957-0114-7.
- mit Sabine Ehrmann-Herfort, Ludwig Finscher: Europäische Musikgeschichte. Bärenreiter, Kassel 2002, ISBN 3-7618-2024-0.

Beiträge:
- Paul Hindemith: USA-Tagebuch 1938. In: Schweizer Jahrbuch für Musikwissenschaft. Neue Folge. 8/9, 1988/1989, S. 37–70.
- La concezione della musica nell’opera „Cardillac“. In: Carlo Piccardi, Luigi Pestalozza: Paul Hindemith nella cultura tedesca degli anni venti. Unicopli, Mailand 1991, ISBN 88-7061-929-X, S. 185–196.
- Werkfassung und Werkidee. Kompositorische Probleme im Oeuvre Hindemiths. In: Die Musikforschung. Jahrgang 45, Heft 1, 1992, S. 21–36.
- „Ein bisschen daheim sein“. zu den Problemen der in die USA emigrierten Komponisten in den 30er und 40er Jahren. In: Hermann Danuser (Hrsg.): Amerikanische Musik seit Charles Ives. Laaber, Laaber 1993, ISBN 3-89007-117-1, S. 73–89.
- Form und Besetzung. Zu Frank Martins Konzerten. In: Dietrich Kämper (Hrsg.): Frank Martin. Das kompositorische Werk. 13 Studien. Schott, Mainz u. a. 1993, ISBN 3-7957-1892-9, S. 95–109.
- Themes and double themes. The problem of the symphonic in Brahms. In: 19th century music. Band 18, Nr. 1, 1994/1995, S. 10–23.
- Form als „Text“. Eine Skizze. In: Musik als Text. Band 1. 1998, S. 181–184.
- „Amerikanismus“ und „Americanism“. Hindemith und die Neue Welt. In: Hindemith-Jahrbuch. 27, 1998, S. 80–101.
- Hindemiths Orchesterwerk. In: Norbert Bolin (Hrsg.): Paul Hindemith – Komponist zwischen Tradition und Avantgarde. Schott, Mainz u. a. 1999, ISBN 3-7957-1896-1, S. 45–63.
- Zur Einschätzung und Deutung des musikalischen Fortschrittsdenkens in der Musikkultur der Weimarer Republik. In: Giselher Schubert, Wolfgang Rathert (Hrsg.): Musikkultur in der Weimarer Republik. Schott, Mainz u. a. 2001, ISBN 3-7957-0114-7, S. 54–65.
- Der lange Blick zurück. Hindemiths Operneinakter „Das lange Weihnachtsmahl“. In: Christoph-Hellmut Mahling, Kristina Pfarr (Hrsg.): Musiktheater im Spannungsfeld zwischen Tradition und Experiment (1960 bis 1980). 2002, S. 43–50.
- Bekehrung, Verrat, Entwicklung? Strawinskys Wendung zur Zwölftonmusik. In: Europäische Musikgeschichte.Bärenreiter, Kassel 2002, ISBN 3-7618-2024-0, S. 1195–1251.
- „Der Lindberghflug“ von Weill, Hindemith und Brecht. Konzeption und Funktion. In: Hermann Danuser (Hrsg.): Amerikanismus - Americanism - Weill. Argus, Schliengen 2003, ISBN 3-931264-23-8, S. 258–270.
- Ein Streichquartett nach Beethoven. Zum unvollendeten Streichquartett von Ernest Chausson. In: Archiv für Musikwissenschaft. Jahrgang 69, Heft 2, 2012, S. 131–141.